# Celidônio de Nîmes
Celidônio é o nome tradicional atribuído ao homem cego de nascença a quem Jesus curou no Evangelho de João (João 9:1-38). Esta tradição é atestada tanto na ortodoxia como no catolicismo.
Uma tradição atribui a São Celidônio a fundação da Diocese de Nîmes, na Gália (atual França).
Santo Demétrio de Rostóvia, em seu Grande Sinaxário, também menciona que o nome do cego era Celidônio.
Na Igreja Ortodoxa Oriental, o relato da cura de Celidônio é contado no "Domingo do Cego", o sexto domingo da Páscoa e também no dia 13 de maio. Muitos hinos sobre a cura e seu significado são encontrados no Pentecostarion, um livro litúrgico usado durante a época pascal.